# Половинчастий чавун
Половинчастий чавун — чавун, що містить частину вуглецю у вільному стані у вигляді графіту, а частину — у зв'язаному (карбіди), себто за ступенем графітизування відноситься до частково графітизованих чавунів. У половинчастого чавуну у всьому об'ємі спостерігається суміш білих і сірих ділянок, на відміну від вибіленого чавуну, в якому ці ділянки розташовані пошарово (на поверхні або всередині виливка з такого чавуну).:8 Половинчастий чавун складається з перліту, графіту і цементиту. Зв'язаного вуглецю містить понад 0,9 %. У зламі має світло-сірий колір з білими включеннями.

## Використання
Половинчастий чавун використовується в якості фрикційного матеріалу, що працює в умовах сухого тертя (гальмівні колодки) та для виготовлення деталей підвищенної зносостійкості (прокатні, папероробні, борошномельні валки, лемеші плугів). Твердість робочого шару прокатних валків з половинчастого чавуну нелегованого і низьколегованого хромом і нікелем становить HB 260—400. Нелегований половинчастий чавун використовують для листопрокатних станів, а низьколегований чавун для сортопрокатних і трубопрокатних станів.:163